# Cottondale
Cottondale è un comune degli Stati Uniti d'America, situato in Florida, nella contea di Jackson.